# Vườn quốc gia Phong Nha – Kẻ Bàng
Vườn quốc gia Phong Nha – Kẻ Bàng là một vườn quốc gia của Việt Nam, nằm tại xã Bố Trạch và Minh Hóa, tỉnh Quảng Trị, cách phường Đồng Hới khoảng 50 km về phía Tây Bắc, cách thủ đô Hà Nội khoảng 500 km về phía nam. Vườn quốc gia này giáp khu bảo tồn thiên nhiên Hin Namno ở tỉnh Khammouan, Lào về phía tây; cách Biển Đông 42 km về phía đông kể từ đường biên giới của vườn quốc gia này.
Phong Nha-Kẻ Bàng nằm ở một khu vực núi đá vôi rộng khoảng 201.000 ha thuộc lãnh thổ Việt Nam, khu vực lãnh thổ Lào tiếp giáp vườn quốc gia này cũng có diện tích núi đá vôi khoảng 200.001 ha. Diện tích vùng lõi của vườn quốc gia là 85.754 ha và một vùng đệm rộng 195.400 ha. Tháng 8 năm 2013, Thủ tướng chính phủ đã có quyết định mở rộng vườn quốc gia này lên 1233,26 km². Vườn quốc gia này được thiết lập để bảo vệ một trong hai vùng các-xtơ lớn nhất thế giới với khoảng 300 hang động và bảo tồn hệ sinh thái bắc Trường Sơn ở khu vực Bắc Trung Bộ Việt Nam. Đặc trưng của vườn quốc gia này là các kiến tạo đá vôi, 300 hang động, các sông ngầm và hệ động thực vật quý hiếm nằm trong Sách đỏ Việt Nam và Sách đỏ thế giới. Các hang động ở đây có tổng chiều dài khoảng hơn 80 km nhưng các nhà thám hiểm hang động Anh và Việt Nam mới chỉ thám hiểm 20 km, trong đó 17 km ở khu vực Phong Nha và 3 km ở khu vực Kẻ Bàng.
Tháng 4 năm 2009, một đoàn thám hiểm thuộc Hiệp hội Hang động Hoàng gia Anh đã phát hiện và công bố hang Sơn Đoòng là hang động có kích thước lớn nhất thế giới (dài trên 5 km, cao 200 m, và rộng 150 m), lớn hơn nhiều so với hang Deer ở Vườn quốc gia Gunung Mulu ở Sarawak, Malaysia, lớn gấp 4 đến 5 lần so với Phong Nha. Trong đợt khảo sát này, đoàn thám hiểm cũng tìm thấy nhiều hang động khác .

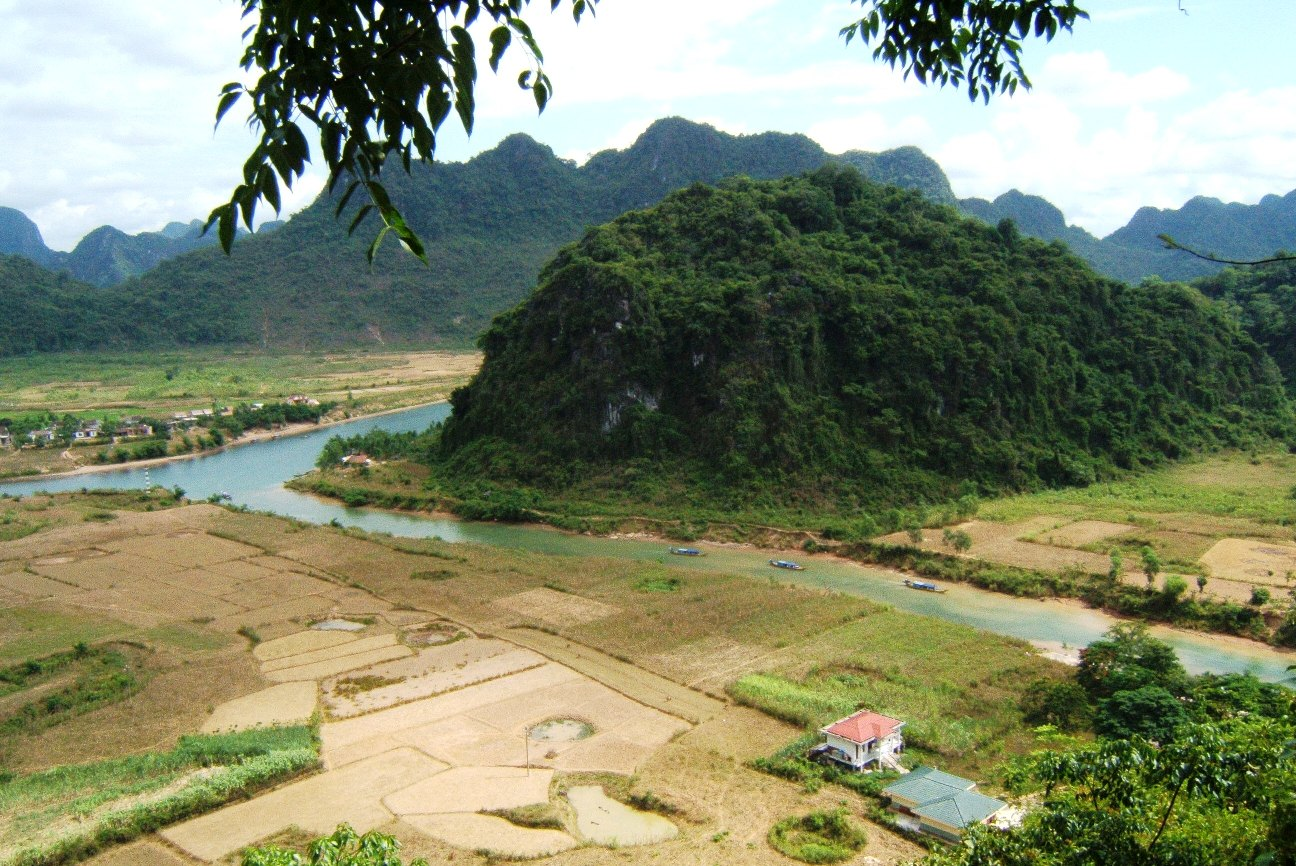
Đường sông Son dẫn tới cửa hang, tấp nập thuyền chở khách du lịch.

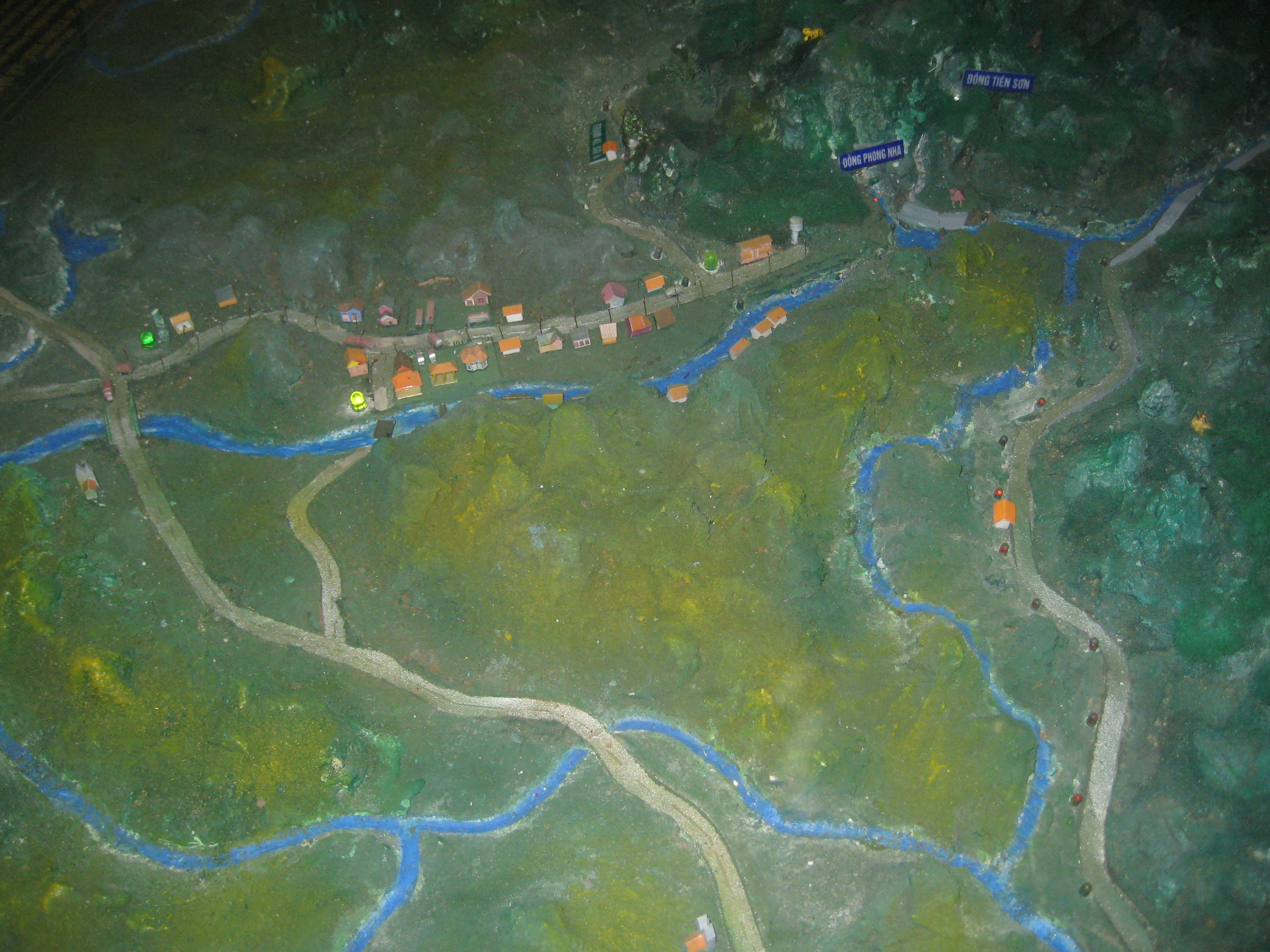
Sa bàn vị trí động Phong Nha và động Tiên Sơn trong vườn quốc gia Phong Nha-Kẻ Bàng

Kiến tạo các-xtơ của Vườn quốc gia Phong Nha-Kẻ Bàng được hình thành từ 400 triệu năm trước, từ thời kỳ Đại Cổ Sinh do đó là các-xtơ cổ nhất ở châu Á.
Trải qua nhiều thay đổi lớn về địa tầng và địa mạo, địa hình khu vực này hết sức phức tạp. Phong Nha-Kẻ Bàng phô diễn các bằng chứng ấn tượng về lịch sử Trái Đất, giúp nghiên cứu lịch sử hiểu được lịch sử địa chất và địa hình của khu vực. Khu vực Phong Nha-Kẻ Bàng là một trong những mẫu hình riêng biệt và đẹp về sự kiến tạo các-xtơ phức tạp ở Đông Nam Á. Được UNESCO công nhận là Di sản thiên nhiên thế giới theo tiêu chí địa chất, địa mạo năm 2003, và được UNESCO công nhận lần 2 là Di sản thiên nhiên thế giới với tiêu chí đa dạng sinh học, sinh thái vào ngày 3 tháng 7 năm 2015.

## Vị trí, diện tích, dân số

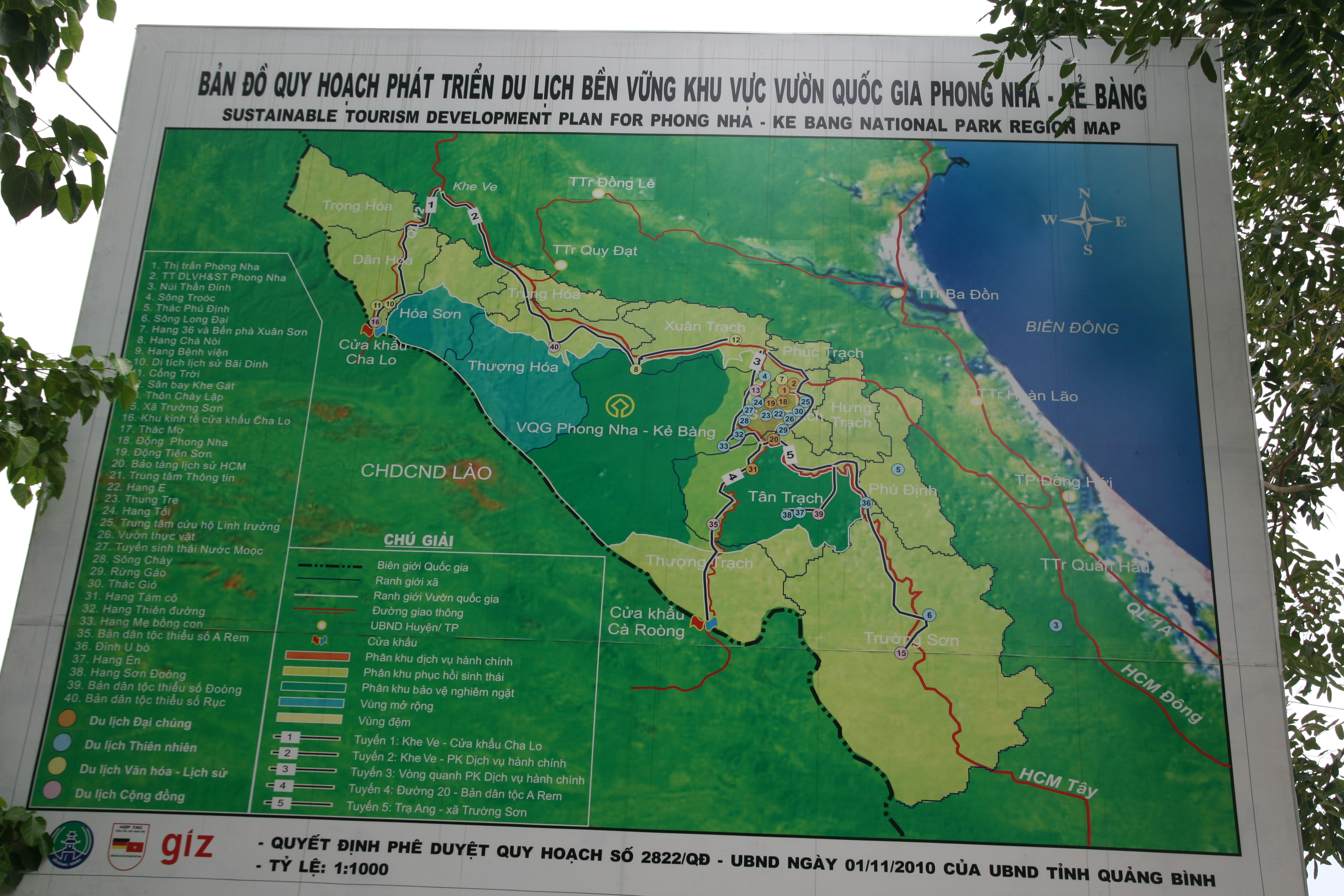
Bản đồ quy hoạch phát triển du lịch bền vững khu vực Phong Nha-Kẻ Bàng

### Lịch sử khám phá hang động

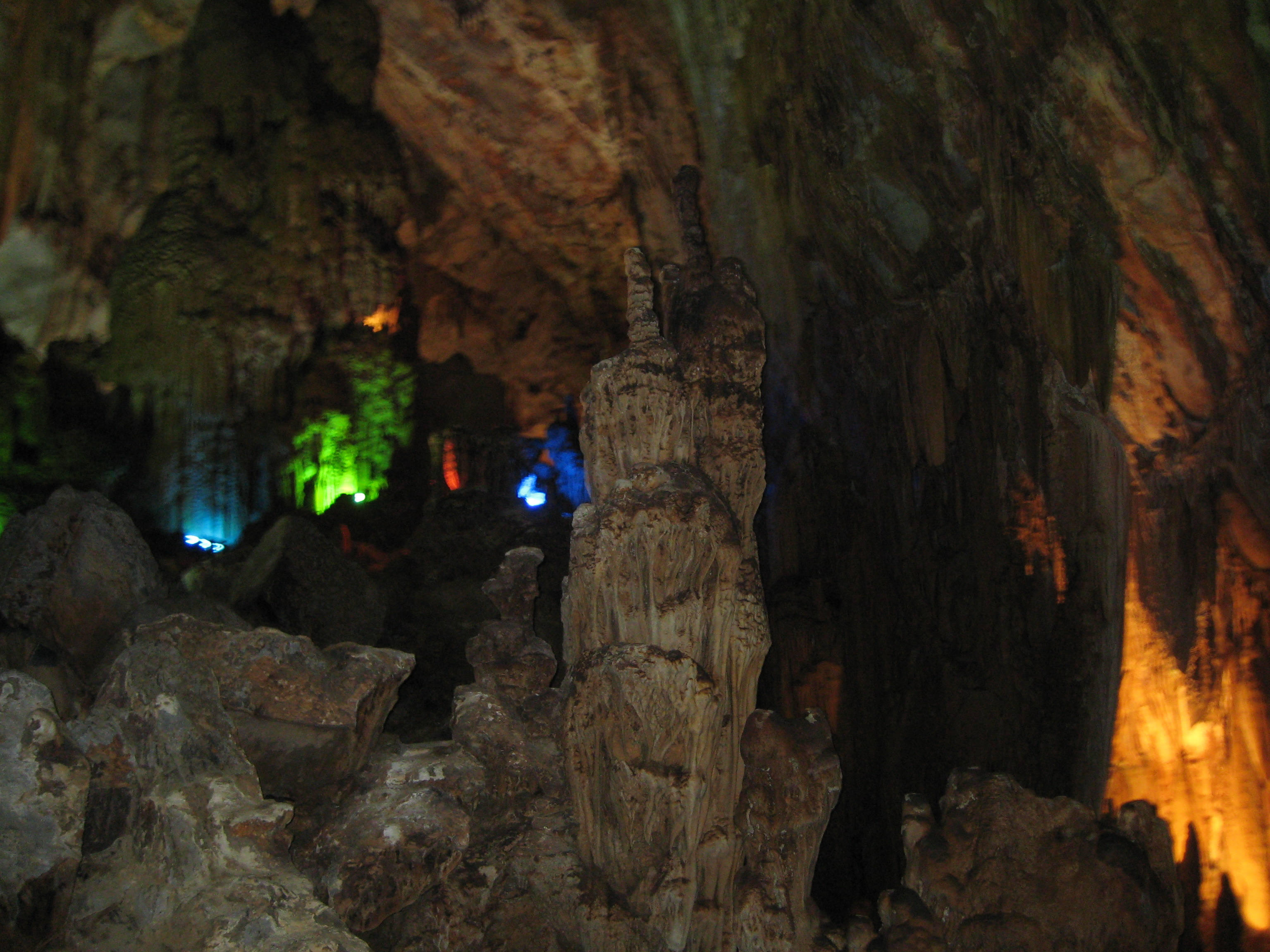
Thạch Nhũ và măng đá trong động Phong Nha

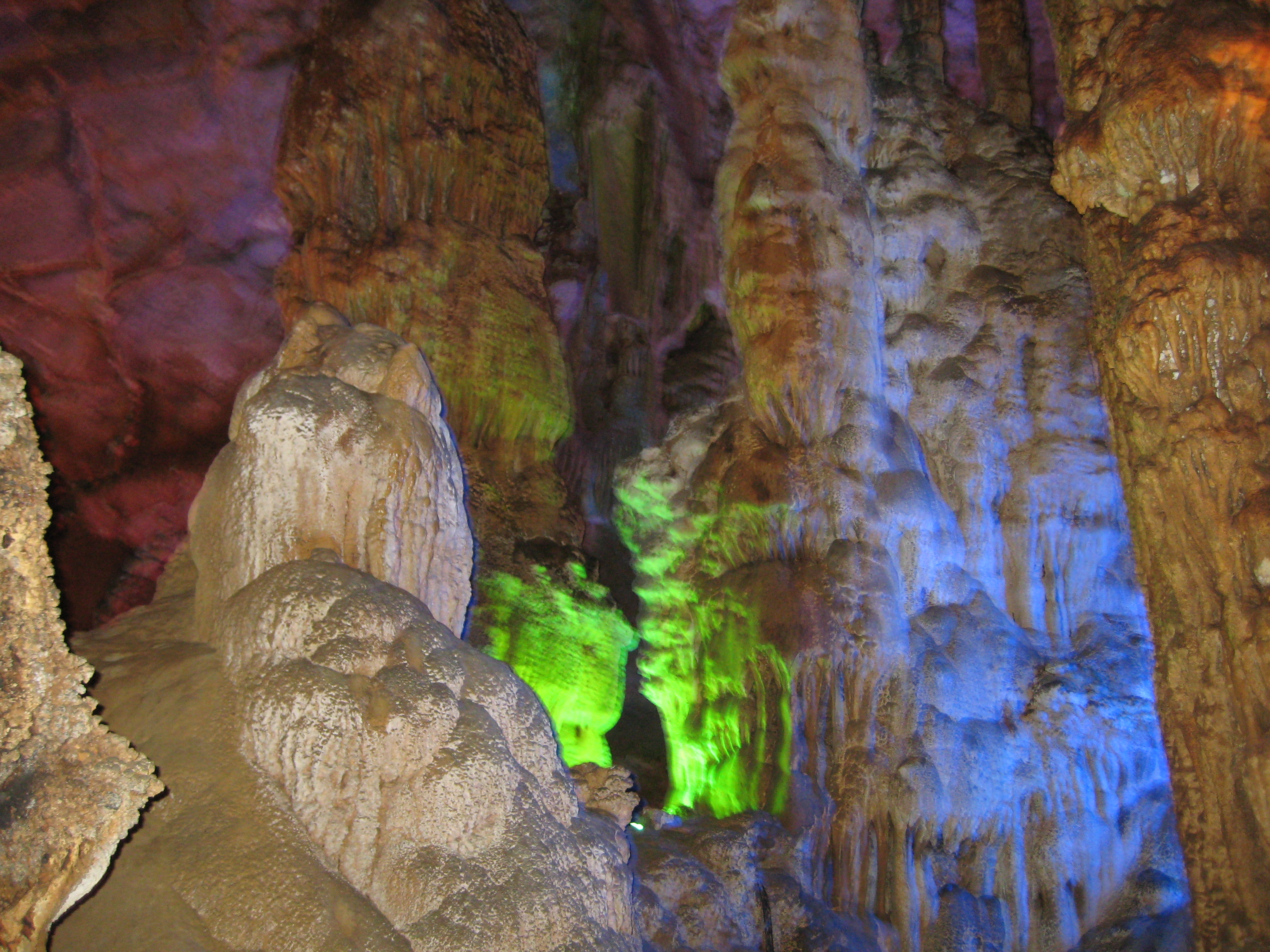
Hang động trong Vườn quốc gia Phong Nha-Kẻ Bàng

### Động Tiên Sơn

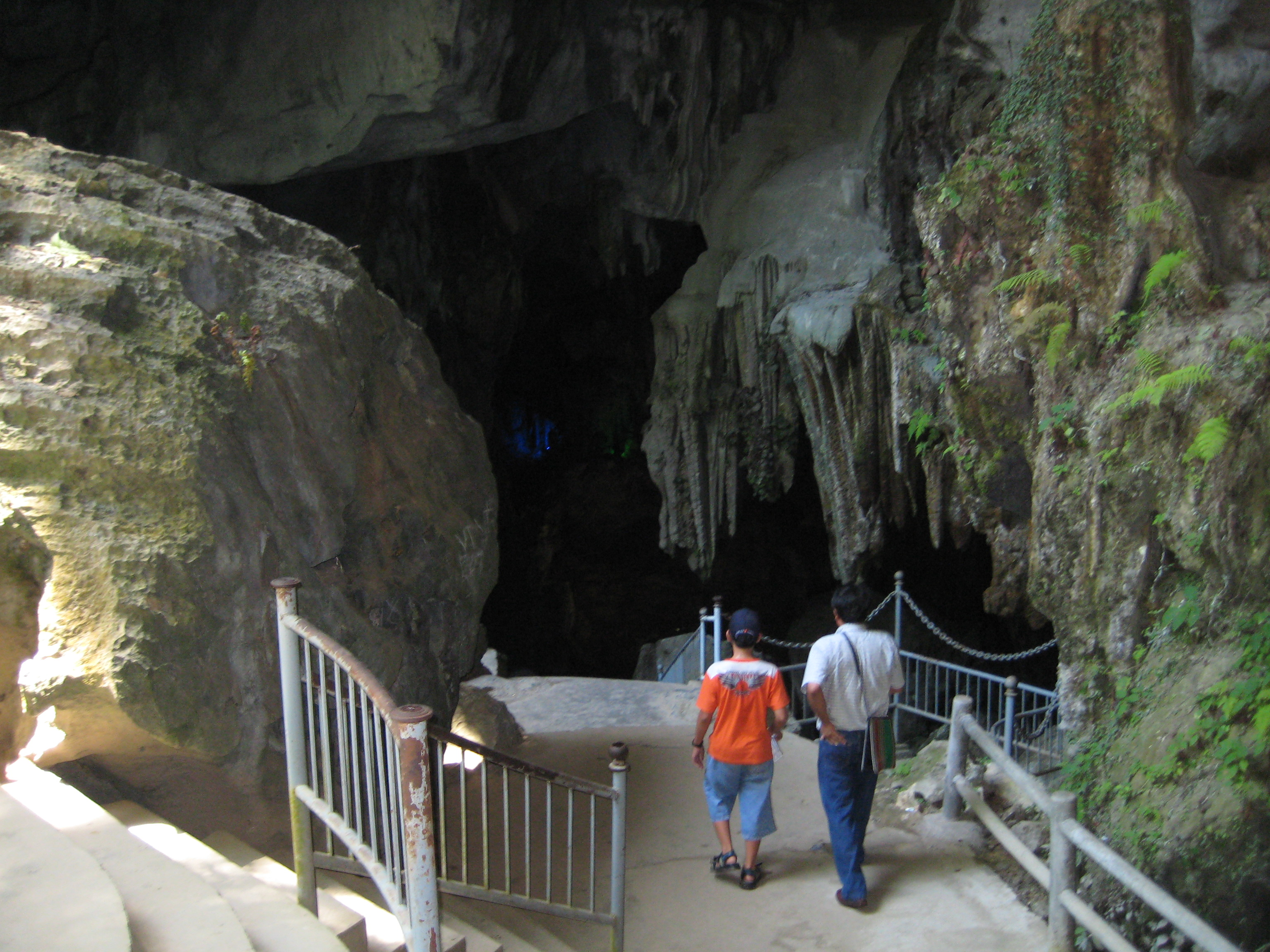
Cửa vào động Tiên Sơn hay động Khô

### Động Thiên Đường

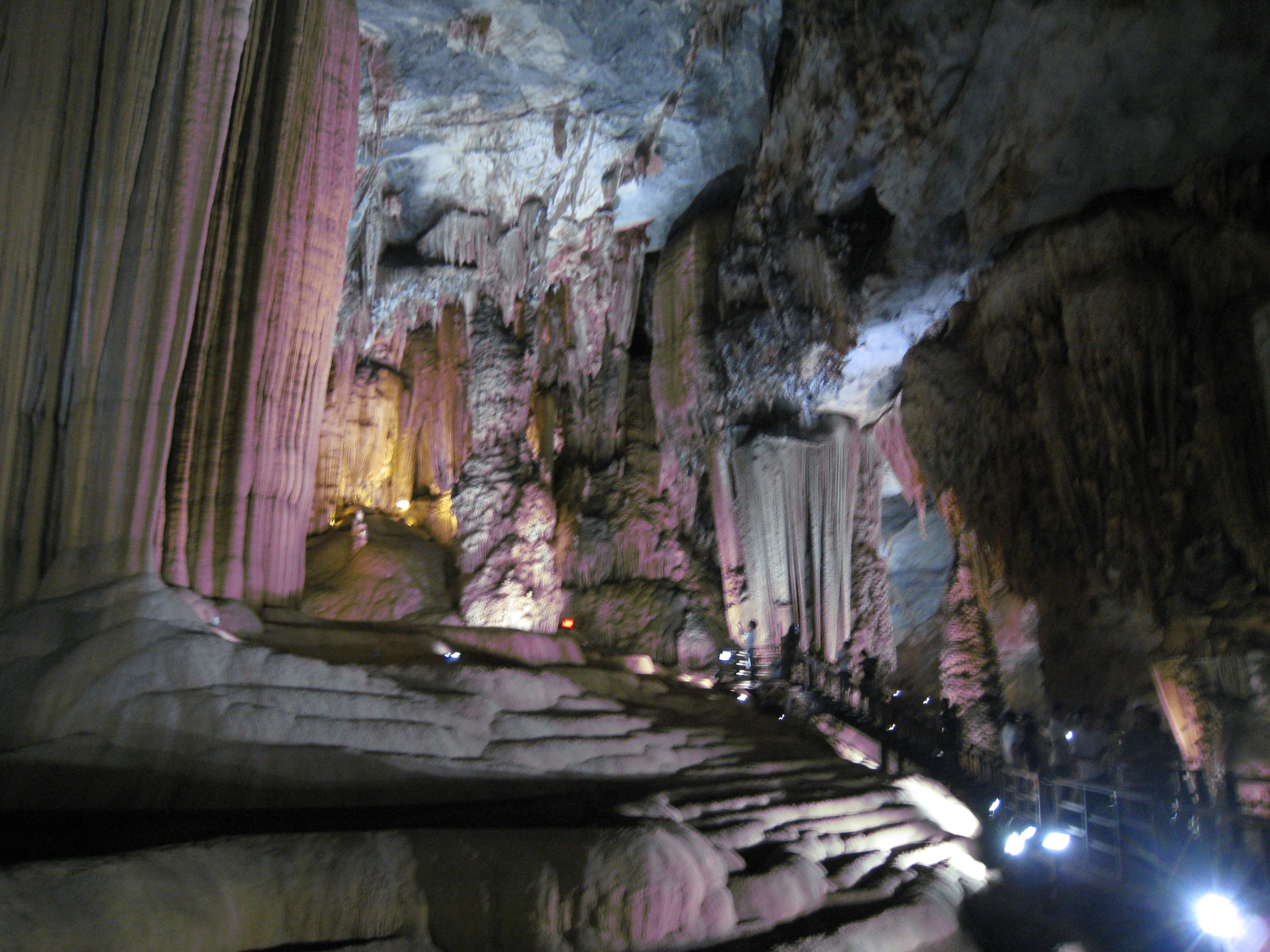
Động Thiên Đường

### Sông ngòi

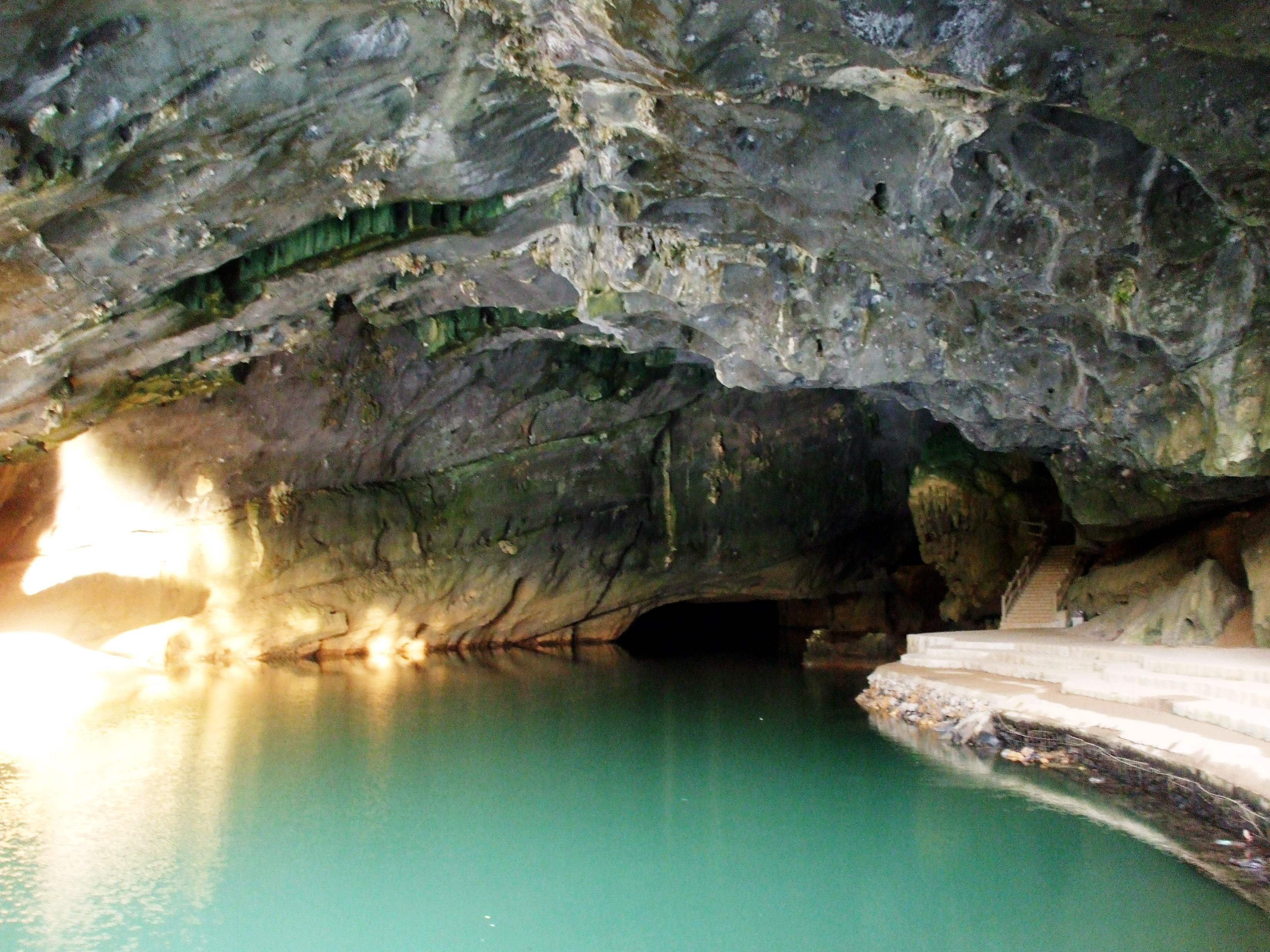
Sông Son chảy vào động Phong Nha

### Hệ thực vật

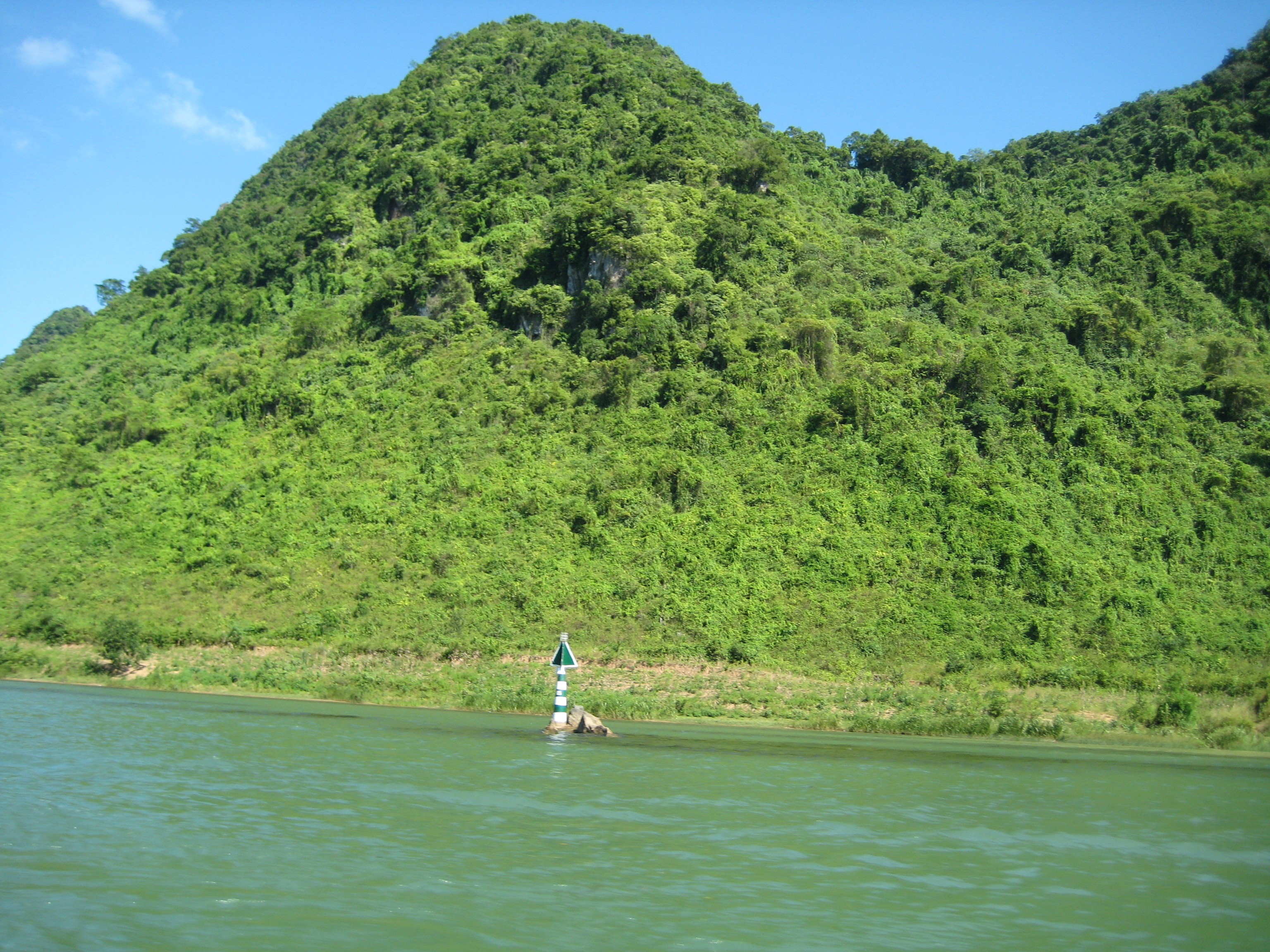
Thực vật trên núi đá vôi, dạng thực vật điển hình tại vườn quốc gia Phong Nha-Kẻ Bàng

### Hệ động vật

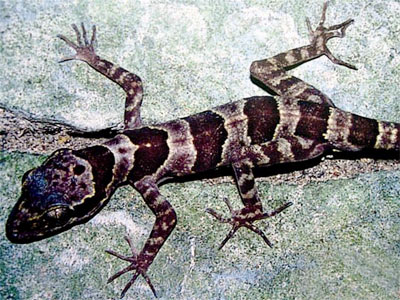
Thằn lằn Phong Nha-Kẻ Bàng, một loài mới được các nhà khoa học Đức phát hiện ở Vườn quốc gia Phong Nha-Kẻ Bàng

## Hoạt động du lịch

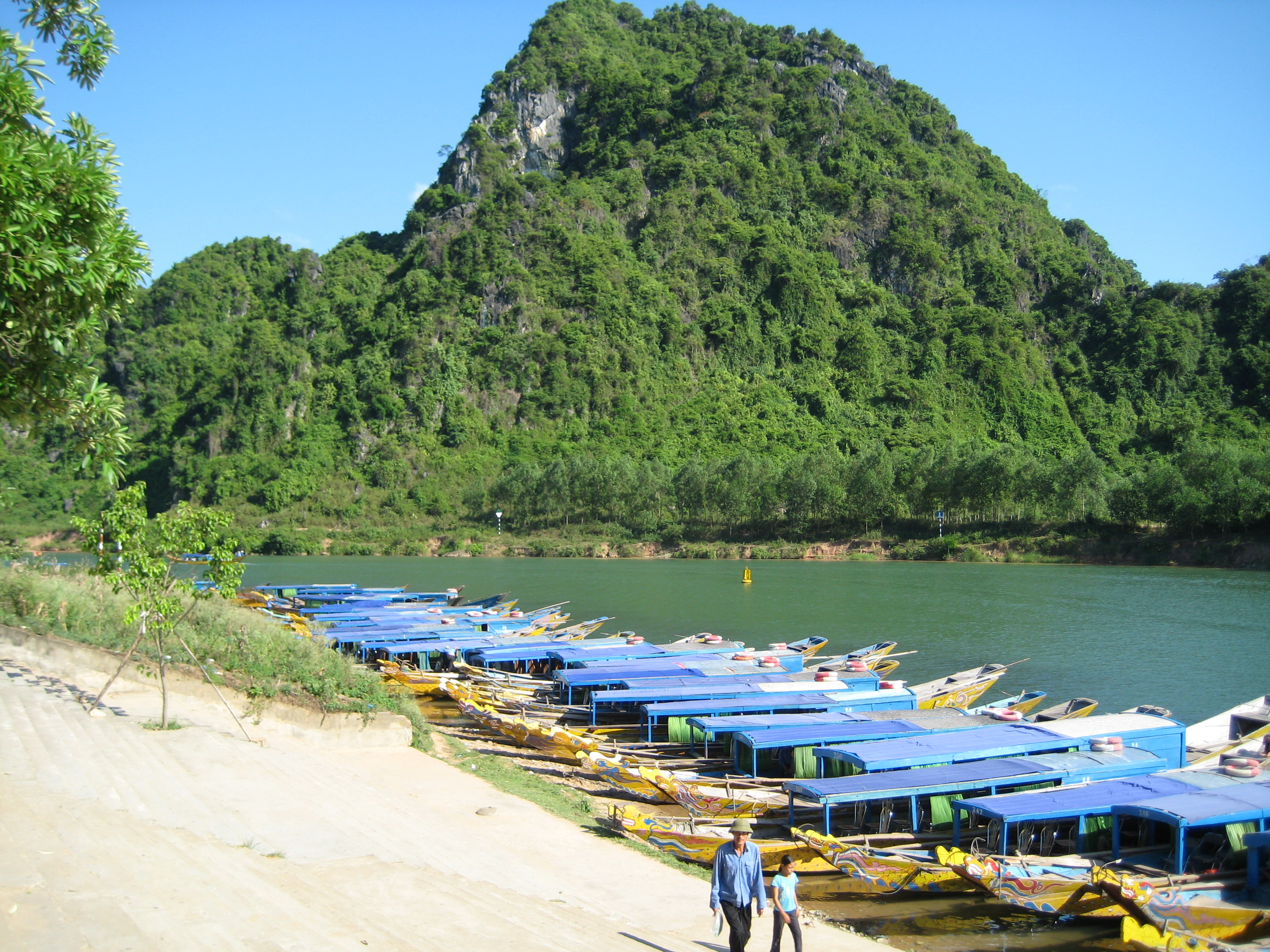
Thuyền phục vụ du khách tham quan đỗ trên dòng sông Son

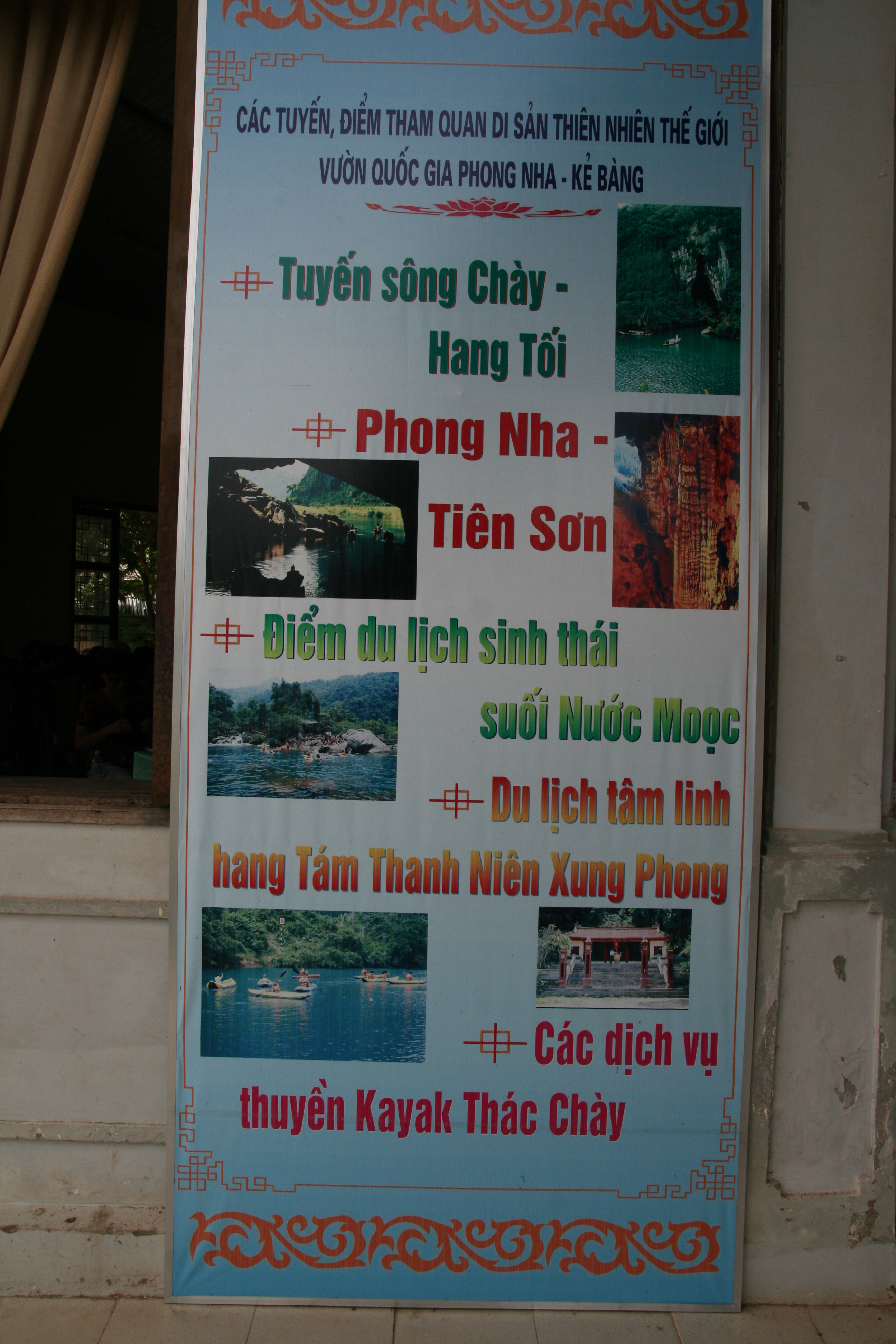
Các tuyến, điểm tham quan Phong Nha-Kẻ Bàng

## Hình ảnh

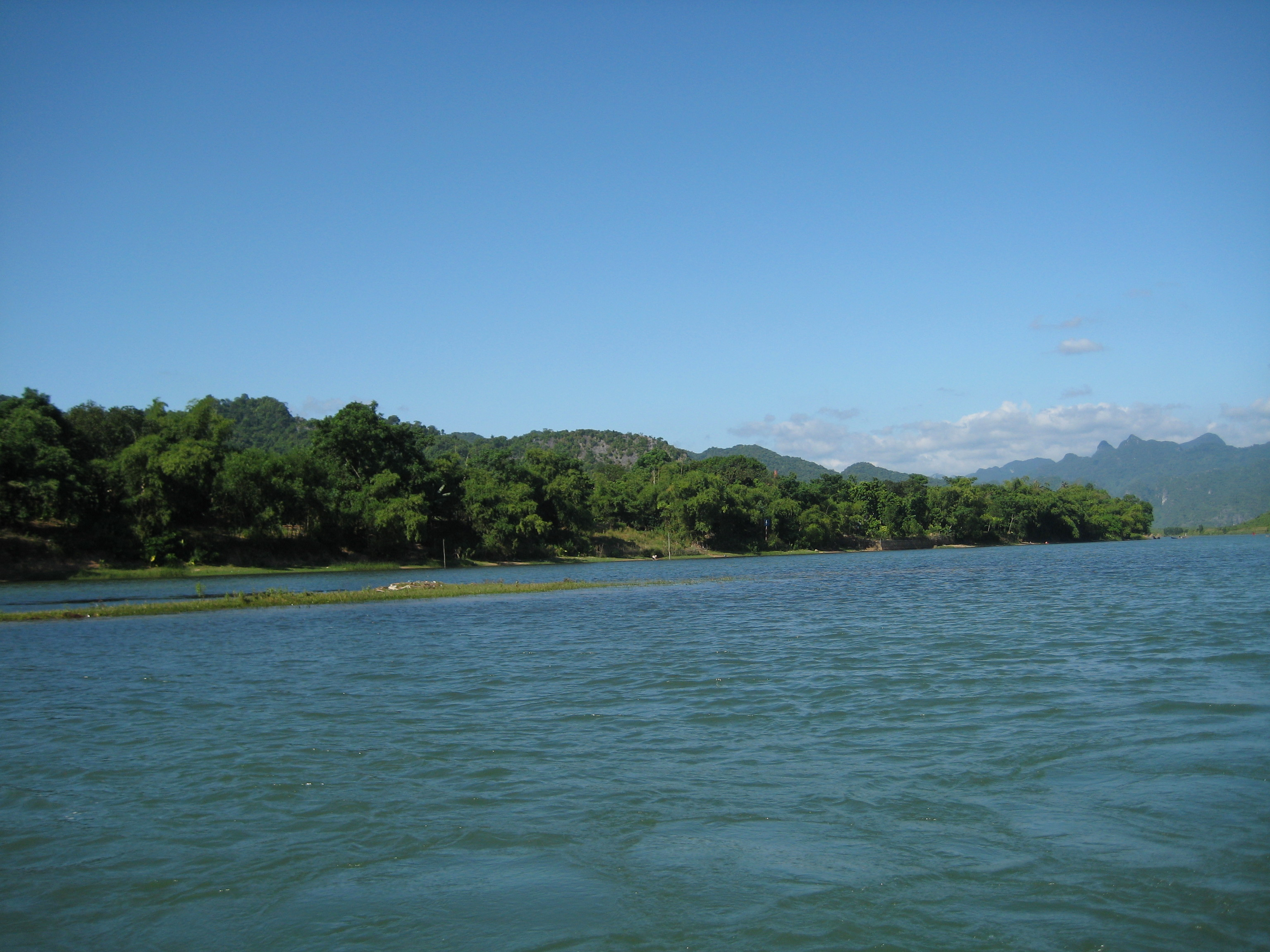
Sông Son
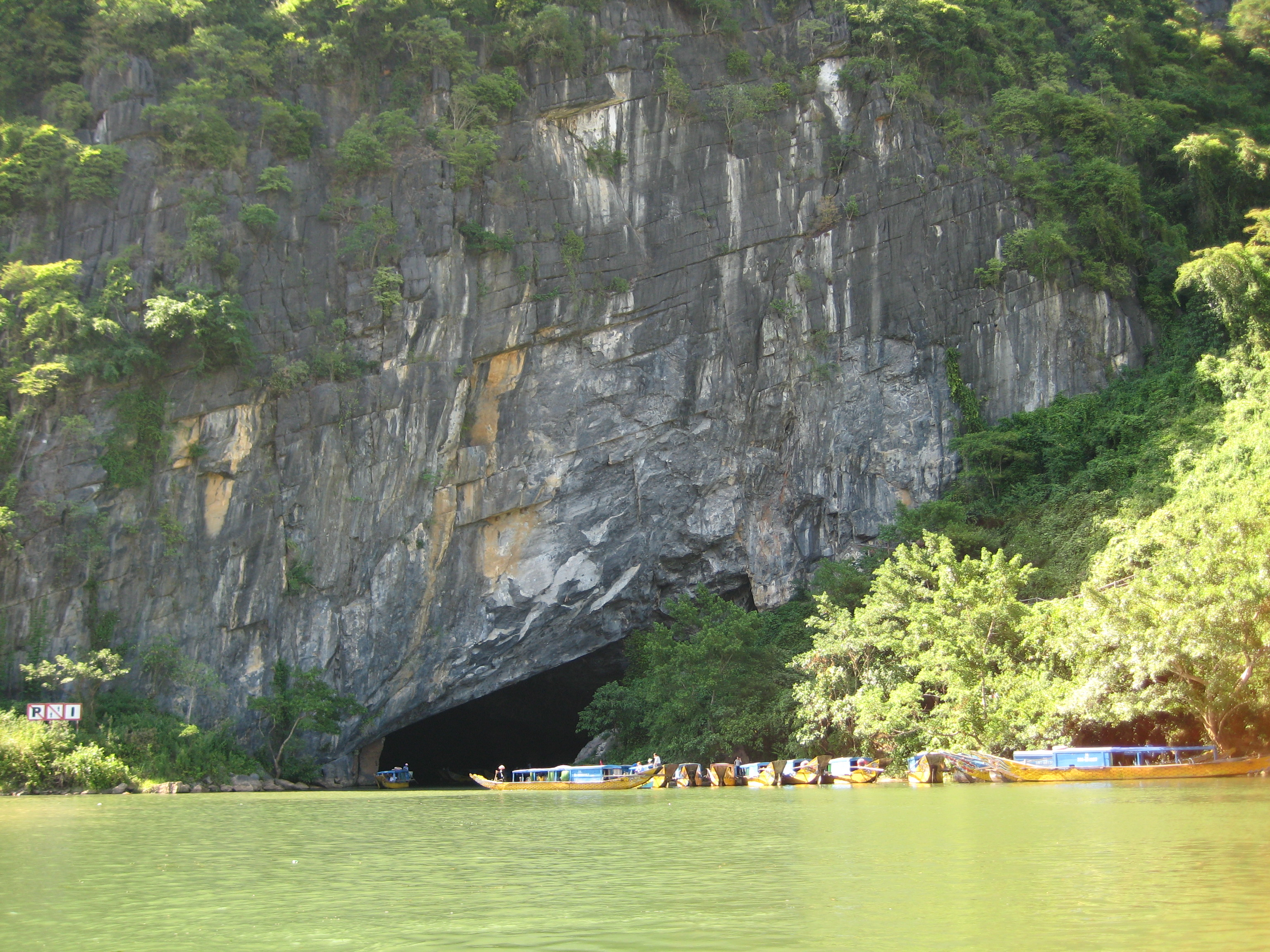
Cửa vào động với sông ngầm
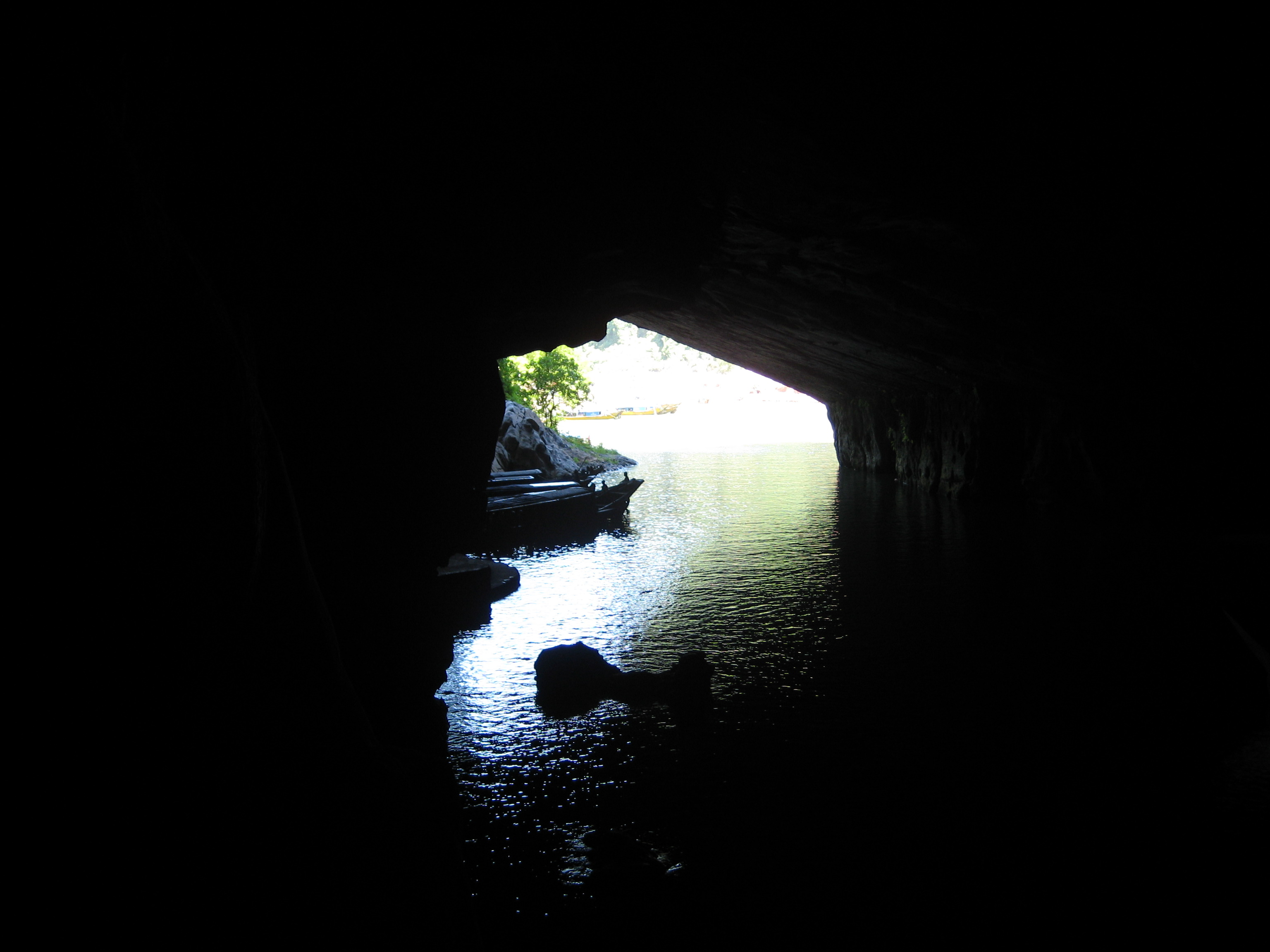
Bên trong động
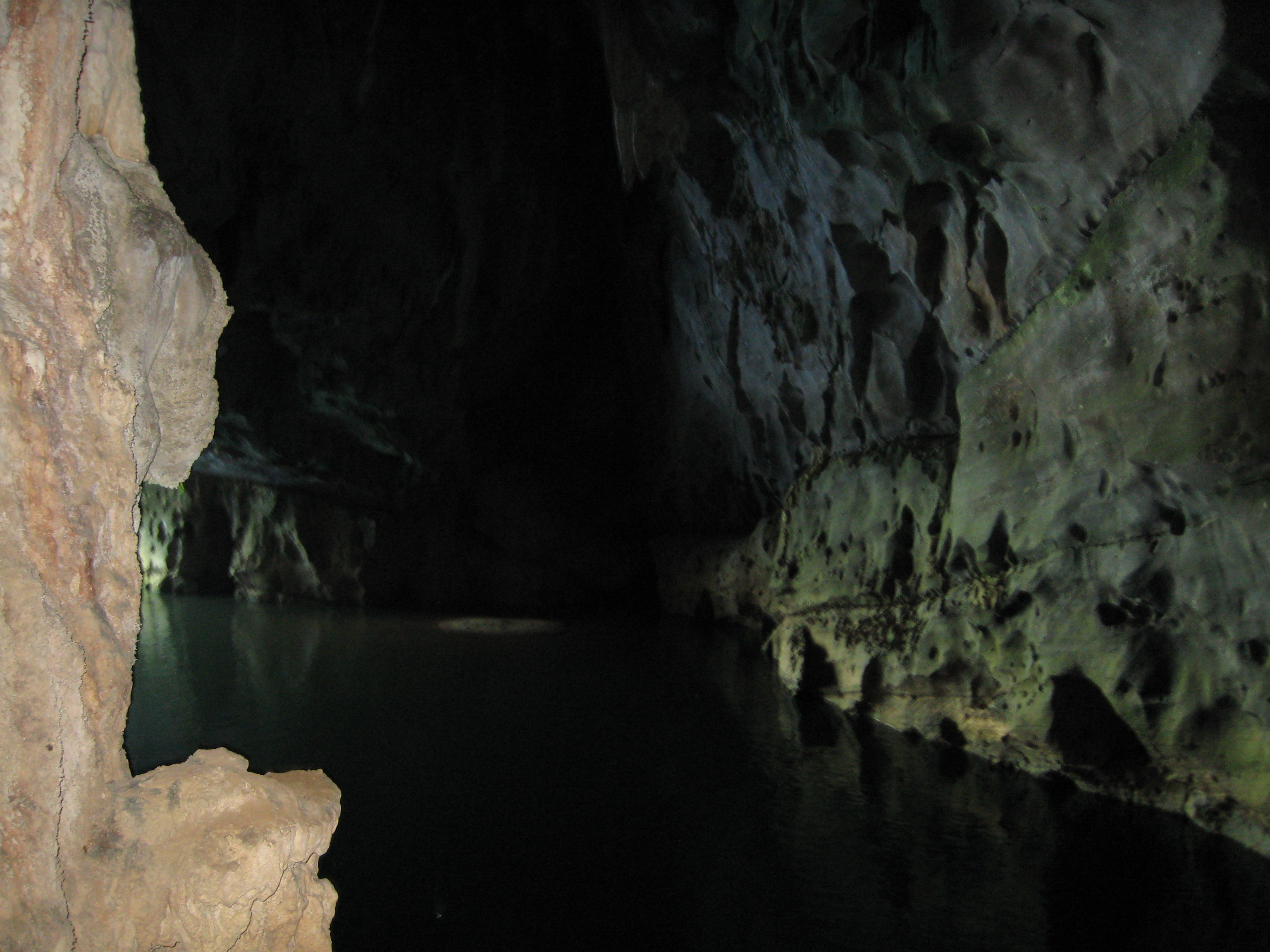
Sông ngầm bên trong
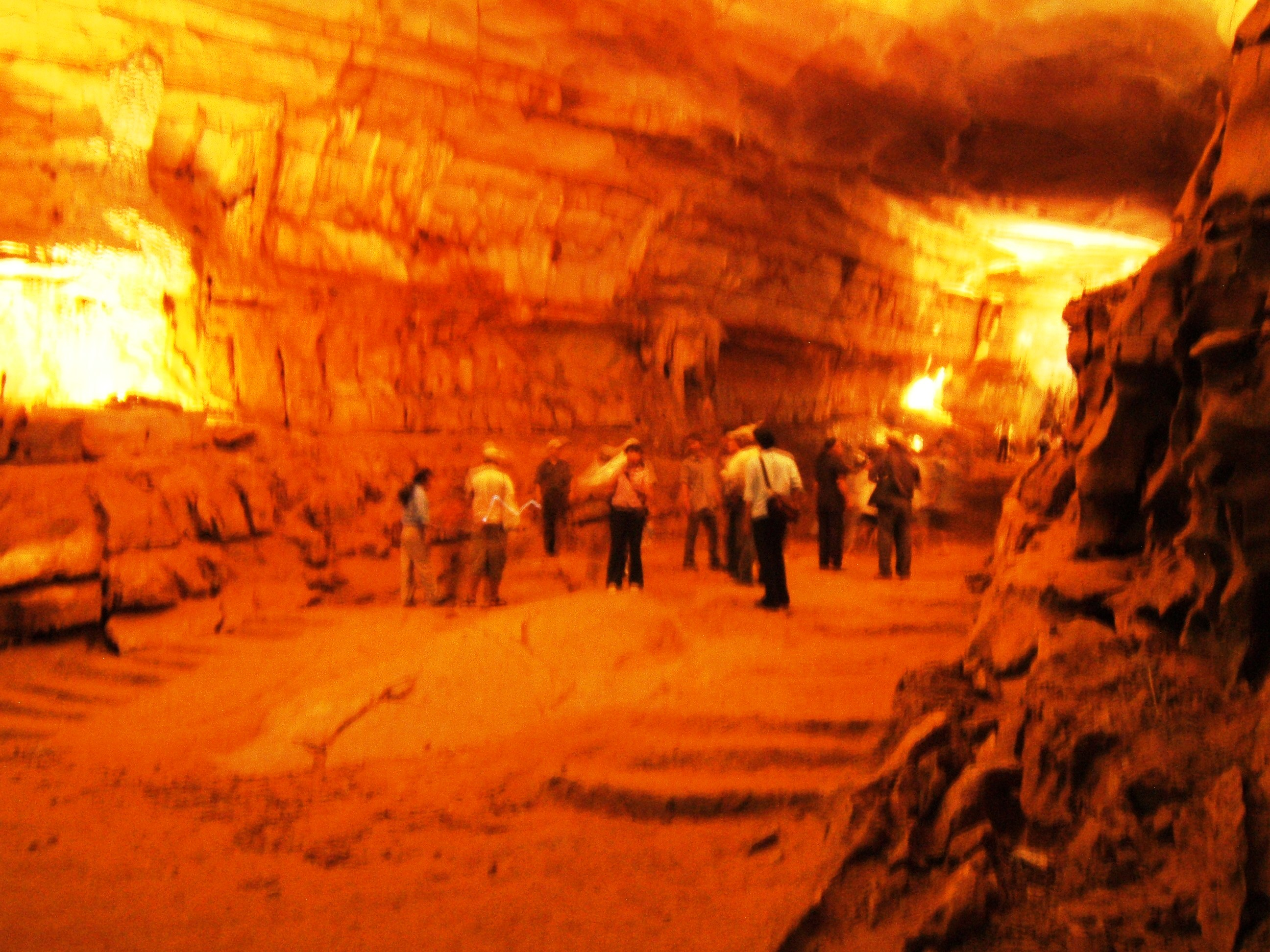
Bên trong hang
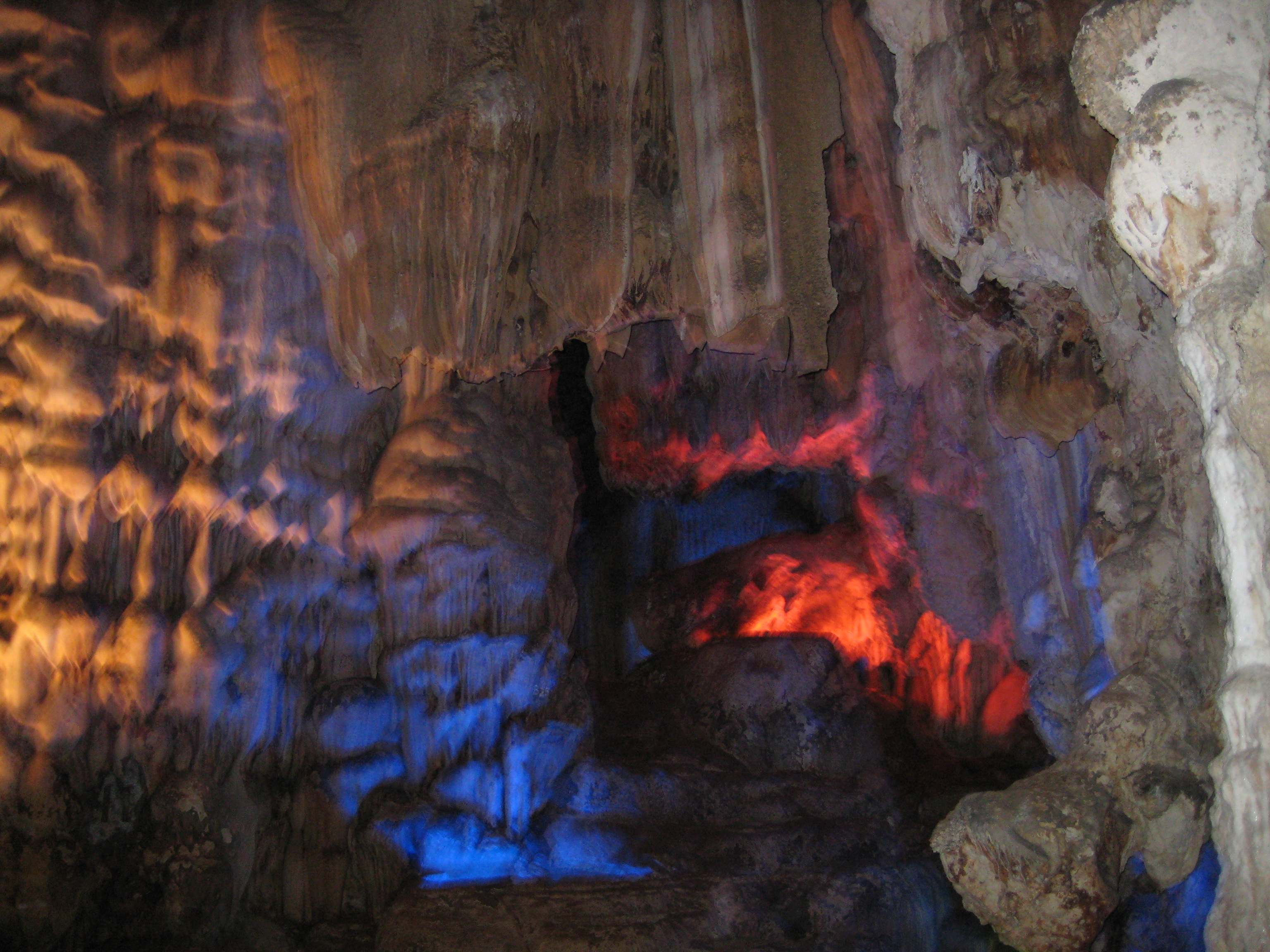
Cảnh trong động
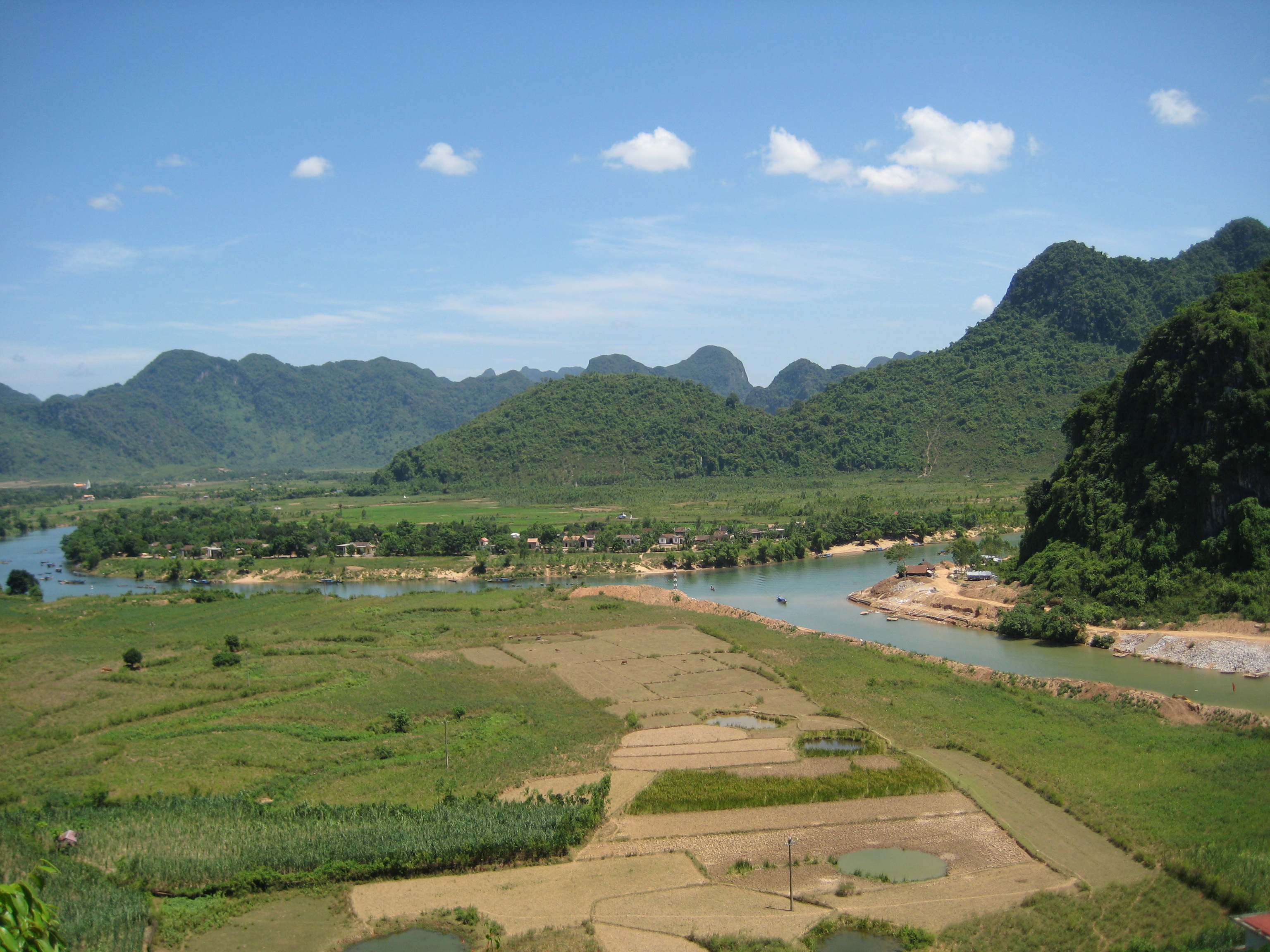
Một góc vườn quốc gia
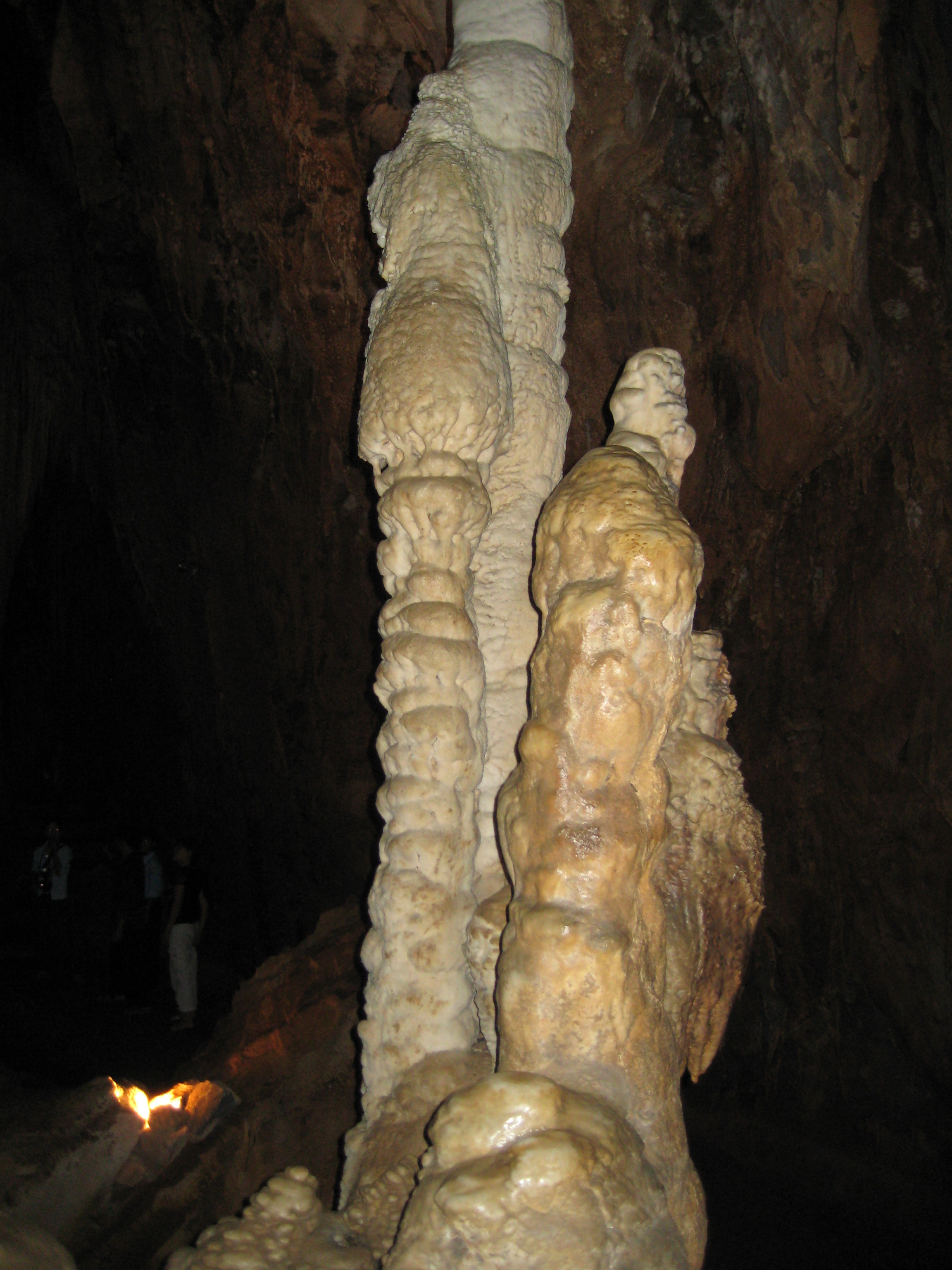
Thạch nhũ
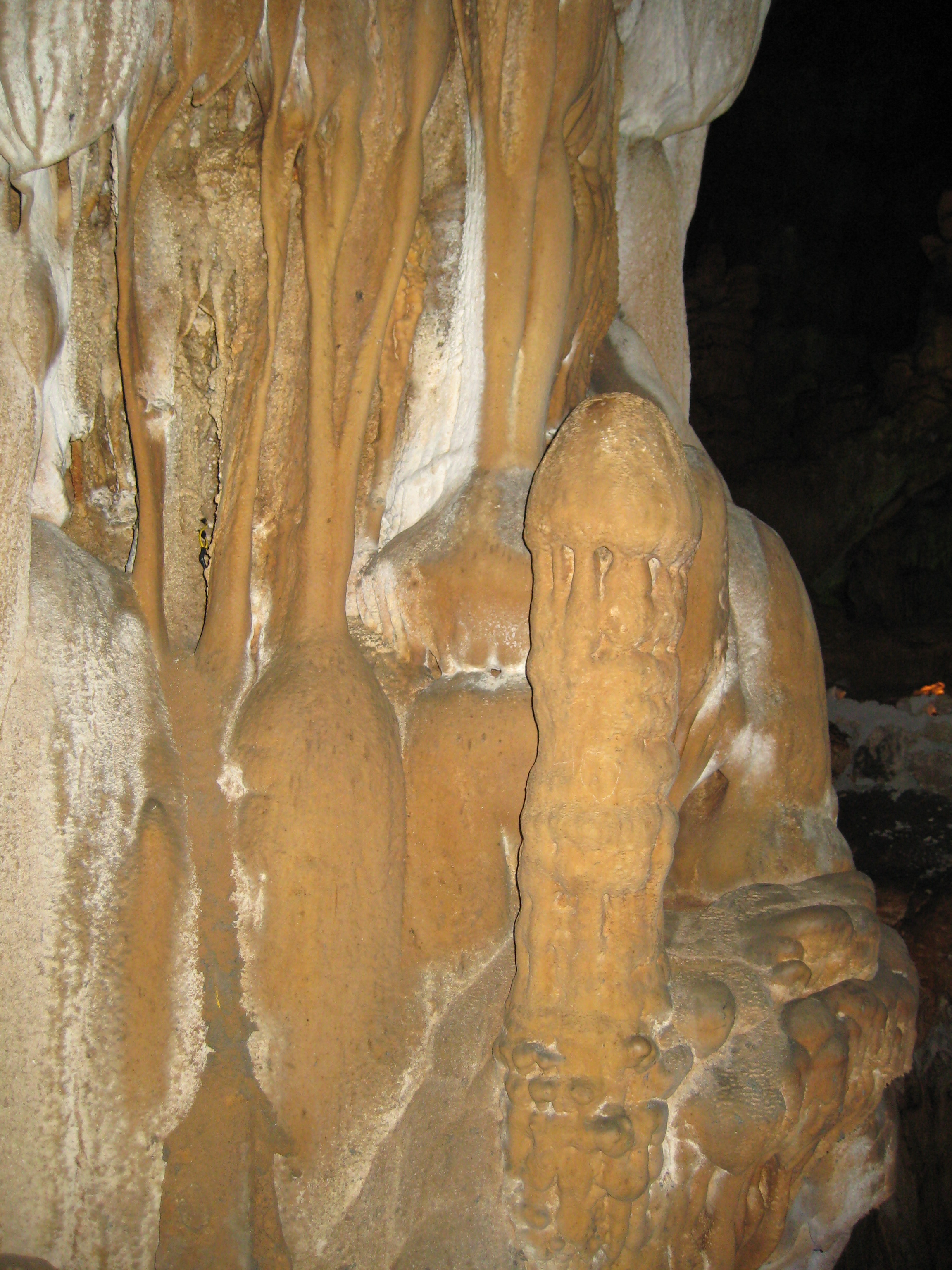
Măng đá hình linga trong Hang Khô